# Lucille Hunkeler
Lucille Hunkeler, née le 21 novembre 1974 à Lucerne, est une ancienne coureuse cycliste suisse.

## Palmarès sur route
- 1991
  - 9e du championnat du monde espoirs
- 1993
  - 2e de  Steiermark Rundfahrt
- 1996
  - 3e de  Stausee Rundfahrt - Klingnau
- 1998
  - 3e étape du Tour de Suisse
  - 2e étape du Tour de Toscane féminin-Mémorial Michela Fanini
  - 3e du Tour du lac Majeur
- 2001
  - 7e étape du Tour de Toscane féminin-Mémorial Michela Fanini

## Palmarès sur piste

### Championnat du monde
- Stuttgart 1991
  - 7e du championnat du monde de course aux points

### Championnats nationaux
- 1991
  - 3e du championnat de Suisse de l'omnium
- 1992
  - 2e du championnat de Suisse de l'omnium
- 1993
  - 2e du championnat de Suisse de l'omnium
- 2001
  - 2e du championnat de Suisse de l'omnium
- 2002
  -  Championne de Suisse de l'omnium